# Fédération polynésienne de rugby
Pour les articles homonymes, voir FPR.
La Fédération polynésienne de rugby (FPR) est une association regroupant les clubs de rugby à XV et à sept de Polynésie française et organisant les compétitions nationales et les matchs internationaux de l'équipe de Tahiti, dénommée ainsi par la World Rugby.

## Historique
De 1989 à 2015, le rugby est organisé par la Fédération tahitienne de rugby.
Créée le 3 décembre 2015, la Fédération polynésienne de rugby, FPR, est une  association régie par la loi du 1er juillet 1901 relative au principe de contrat d'association. Elle obtient l'agrément du Gouvernement de la Polynésie française par arrêté n°1864/MEE du 9 mars 2016 et sadélégation de service public par arrêté n°7292/MEE du 24 août 2016, renouvelé pour 4 ans par arrêté n°14324/MEJ du 27 décembre 2019.
Le 2 février 2020, elle a signé une convention de partenariat avec la Fédération française de rugby, qui lui permet d'être éligible à différents dispositifs de développement du rugby mis en place par la FFR. Le 8 octobre 2020, elle a obtenu le statut de membres associé de l'Oceania Rugby, ce qui lui permet de participer aux compétitions internationales dans la région du pacifique organisées par Oceania Rugby.
Lors de la saison 2020-2021, elle comptait 859 licenciés répartis dans 13 clubs dont 7 écoles de Rugby répartis sur Tahiti, Moorea, Raiatea et Huahine.
Elle organise les 4 compétitions du calendrier seniors: le Championnat de Tahiti de rugby à XV, la Coupe de Tahiti de rugby à XV, le Championnat de Tahiti de rugby à sept et le Challenge de Tahiti de rugby à X.
Elle oeuvre aussi pour développer le rugby en Polynésie française et détecter les joueurs élite de demain.

## Structures

### Liste des présidents
- 2019-2024 : Laurent Tardieu
- Depuis 2024 : Patrick Lopez-Diot

## Compétitions

### Élite et compétition
La Fédération polynésienne de rugby organise :
- Jeunes et féminines :
  - Le championnat de Tahiti de rugby à XV pour les moins de 10 ans, 12 ans, 14 ans, 16 ans, les Hine (féminines) et les moins de 18 ans
  - La coupe de Tahiti de rugby à XV pour les moins de 10 ans, 12 ans, 14 ans, 16 ans, les Hine (féminines) et les moins de 18 ans
  - Des stages de perfectionnement
  - Pour les moins de 8 et 10 ans, c'est le programme Get Into Rugby, recommandé par World Rugby qui est développé. Pour toutes les autres catégories, les compétitions se font en rugby à sept.
- Seniors :
  - Le championnat de Tahiti de rugby à XV
  - La coupe de Tahiti de rugby à XV
  - Le championnat de Tahiti de rugby à sept.
- Vétérans :
  - Le championnat de Tahiti de rugby à XV.

Ces différentes compétitions permettent non seulement de créer une compétitivité entre les différents clubs de Polynésie mais aussi la sélection des meilleurs joueurs locaux pour représenter le rugby polynésien lors des rendez-vous internationaux.

### Palmarès
- Palmarès par club du championnat, de la coupe et du championnat à sept de Tahiti

| Saison    | Championnat     | Coupe           | Championnat à sept |
| --------- | --------------- | --------------- | ------------------ |
| 1971      | AS Central      | RC Arue         | Non disputé        |
| 1972      | RC Arue         | Non disputée    | Non disputé        |
| 1973      | Paea            | RC Arue         | Non disputé        |
| 1974      | EMCA            | AS Central      | Non disputé        |
| 1975      | Paea            | Paea            | Non disputé        |
| 1976      | AS Central      | Punaruu         | Non disputé        |
| 1977      | Arue            | AS Central      | Non disputé        |
| 1978      | Paea            | AS Central      | Non disputé        |
| 1979      | Paea            | AS Central      | Non disputé        |
| 1980      | Paea            | Paea            | Non disputé        |
| 1981      | Paea            | Paea            | Non disputé        |
| 1982      | Paea            | Paea            | Non disputé        |
| 1983      | Paea            | Paea            | Non disputé        |
| 1984      | Paea            | Paea            | Non disputé        |
| 1985      | Paea            | Paea            | Non disputé        |
| 1986      | Paea            | Paea            | Non disputé        |
| 1987      | Paea            | Paea            | Non disputé        |
| 1988      | Paea            | Paea            | Non disputé        |
| 1989      | AS Manu Ura     | AS Manu Ura     | Non disputé        |
| 1990      | Orofero         | Vaiterupe       | Non disputé        |
| 1991      | Faa'a Rugby     | Non disputée    | Non disputé        |
| 1992      | RC Arue         | AS Manu Ura     | Non disputé        |
| 1993      | AS Manu Ura     | AS Manu Ura     | Non disputé        |
| 1994      | Faa'a Rugby     | RC Arue         | Non disputé        |
| 1995      | Non disputé     | AS Manu Ura     | Non disputé        |
| 1996      | RC Arue         | RC Arue         | Non disputé        |
| 1997      | Non disputé     | Faa'a Rugby     | Non disputé        |
| 1998      | AS Manu Ura     | Faa'a Rugby     | Non disputé        |
| 1999      | Faa'a Rugby     | RC Arue         | Non disputé        |
| 2000      | AS Central      | Faa'a Rugby     | Non disputé        |
| 2001      | Faa'a Rugby     | Faa'a Rugby     | Non disputé        |
| 2002      | AS Central      | Non disputée    | AS Central         |
| 2003      | AS Central      | AS Central      | RC Pirae           |
| 2004      | AS Central      | Faa'a Rugby     | RC Pirae           |
| 2005      | AS Central      | AS Central      | AS Central         |
| 2006      | RC Pirae        | AS Manu Ura     | RC Pirae           |
| 2007      | AS Manu Ura     | RC Pirae        | RC Pirae           |
| 2008      | Faa'a Rugby     | AS Central      | RC Pirae           |
| 2009      | Punaauia RC     | RC Pirae        | RC Pirae           |
| 2010      | AS Manu Ura     | RC Pirae        | RC Pirae           |
| 2011      | RC Pirae        | RC Pirae        | RC Pirae           |
| 2012      | RC Pirae        | AS Manu Ura     | AS Manu Ura        |
| 2013      | Faa'a Rugby Aro | Faa'a Rugby Aro | Faa'a Rugby Aro    |
| 2014      | RC Pirae        | RC Pirae        | RC Pirae           |
| 2015      | RC Pirae        | RC Pirae        | RC Pirae           |
| 2016      | RC Pirae        | Faa'a Rugby Aro | Faa'a Rugby Aro    |
| 2017      | Faa'a Rugby Aro | Faa'a Rugby Aro | Faa'a Rugby Aro    |
| 2018      | Faa'a Rugby Aro | RC Pirae        | Faa'a Rugby Aro    |
| 2019      | RC Pirae        | RC Pirae        | RC Pirae           |
| 2020-2021 | Faa'a Rugby Aro | Faa'a Rugby Aro | Faa'a Rugby Aro    |